# (7703) 1991 RW
1991 أر دابليو (ويعرف أيضًا باسم (7703) 1991 أر دابليو وفق تسمية الكوكب الصغير) (بالإنجليزية: 1991 RW)‏ هو كويكب ضمن حزام الكويكبات؛ وترتيبه 7703 من حيث الاكتشاف.
اكتُشف هذا الجُرم الفلكي بواسطة اليانور إف. هيلين في 7 سبتمبر 1991.

## وصلات خارجية
- (7703) 1991 RW في قاعدة بيانات مختبر الدفع النفاث لأجرام النظام الشمسي الصغيرة

- الاكتشاف · مخطط المدار ·  العناصر المدارية · المعلمات المادية

- (7703) 1991 RW على موقع ويكي سكاي: DSS2, SDSS, GALEX, IRAS, Hydrogen α, X-Ray, Astrophoto, Sky Map, Articles and images